# Géographie de la Slovaquie
La Slovaquie est un pays enclavé d'Europe centrale composé de régions montagneuses au nord et de plaines au sud.

## Situation
La Slovaquie se situe entre 49° 36′ 48″ et 47° 44′ 21″ de latitude nord et 16° 50′ 56″ et 22° 33′ 53″ de longitude est.
Le point le plus septentrional du pays se situe près de la montagne Beskydok dans le massif des Beskides, près de la commune d'Oravská Polhora à la frontière avec la Pologne. Le point le plus méridional se trouve près de la commune de  Patince sur le Danube, à proximité de la Hongrie. Le point le plus occidental est sur la rivière Morava à côté de Záhorská Ves  et le point le plus oriental est situé près du sommet du mont Kremenec à proximité du village de Nová Sedlica au point de jonction des trois pays : Slovaquie, Ukraine, Pologne.
La Slovaquie a comme voisins, la Pologne au nord (547 km), l'Ukraine à l'est (98 km), la Hongrie au sud (669 km), l'Autriche à l'ouest (106 km) et la République tchèque au nord-ouest (252 km), tout cela totalisant une longueur totale de 1 672 km.
Le point culminant du pays est le Gerlachovský štít dans la chaîne des Hautes Tatras à 2 655 m, le point le plus bas (94 m) se situe à la surface de la rivière Bodrog à la frontière avec la Hongrie.

## Géographie physique

### Division géomorphologique

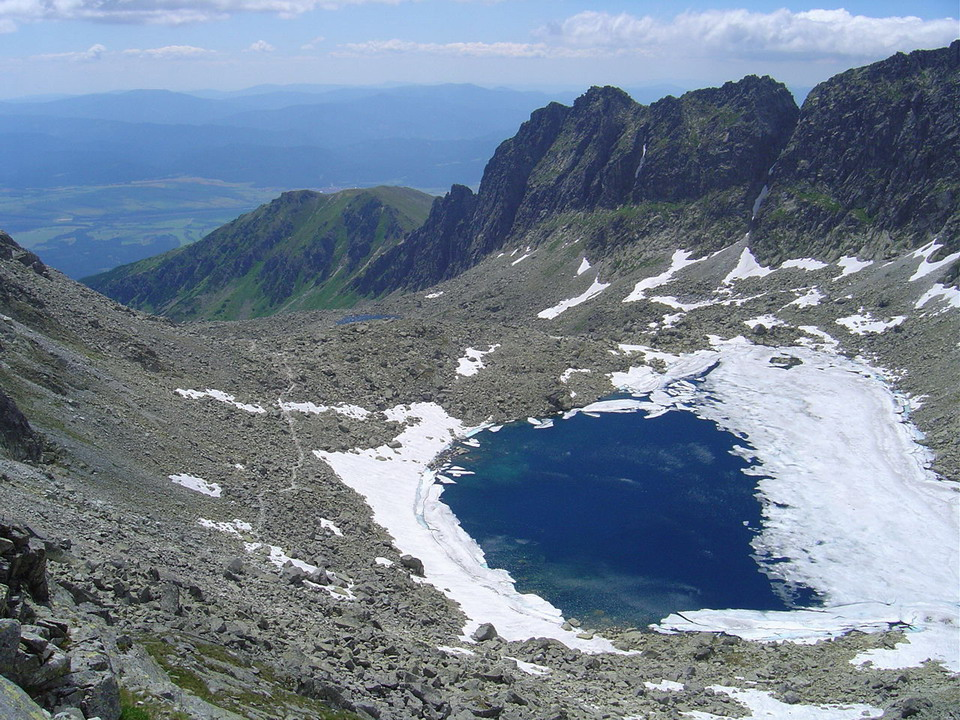
Lac glaciaire dans les Hautes Tatras

La Slovaquie est composée de deux régions principales : le massif des Carpates et le bassin Pannonien
Les deux tiers du pays sont inclus dans les Carpates et pour la plupart dans le massif occidental.
Les Carpates occidentales intérieures commencent au sud-ouest avec les Petites Carpates et continuent avec la Petite et Grande Fatra, le Tatras et les Basses Tatras. Au sud de cette zone se trouvent les Slovenské stredohorie (Moyennes montagnes slovaques) et les monts Métallifères slovaques. Encore plus au sud, la dépression Lučenec-Košice sépare les montagnes de la région de Mátra-Slanec qui se trouve principalement en Hongrie.
Les Carpates occidentales extérieures commencent à l'ouest par les Carpates slovaquo-moraviennes alors que les Beskides sont situées le long de la frontière polonaise et sont divisées, en Slovaquie, entre les Beskides occidentales, centrales et orientales. La zone Podhale-Magura est localisée entre, au nord, les Beskides centrales et orientales et, au sud, la zone Fatra-Tatra. Elle se compose de petites chaînes de montagnes et de hauts bassins. La Slovaquie possède également une partie des Carpates orientales au nord-est. Les Basses Beskides et le Bukovské vrchy appartiennent aux Carpates orientales extérieures alors que les montagnes Vihorlat font partie des Carpates orientales intérieures.
Environ un tiers du pays appartient au bassin Pannonien qui est, en Slovaquie, divisé en trois parties. Les basses terres autour de la rivière Morava, qui font partie du bassin de Vienne, les basses terres du Danube au sud qui font partie du Petit Alföld, et enfin la basse terre slovaque orientale qui fait partie du Grand Alföld.
| Rysy Gerlachovský štít Lomnický štít Kriváň Ďumbier Šimonka Veľký Milič Vihorlat Ostredok Veľký Kriváň Kráľova hoľa Chopok Sitno Zlatý stôl Čierna hora Kremenec |

### Climat
Le climat de la Slovaquie est considéré comme tempéré parmi le climat continental avec des étés chauds et plutôt secs, et des hivers froids et humides. La température moyenne varie de 0 °C en janvier à 21 °C en été. La température moyenne annuelle va de 6 °C dans le nord du pays à 11 °C dans le sud. Les précipitations varient de 500 mm dans les plaines à 2 000 dans les montagnes.

### Zones protégées
La plupart des régions ayant un intérêt écologique sont placées sous protection. En 2003, environ 23 % de la surface du pays était sous une de ces formes de protection : 9 parcs nationaux (12 %), 14 zones de paysage protégé (10,5 %), 181 sites protégés, 383 réserves naturelles, 219 réserves naturelles nationales, 230 monuments naturels et 60 monuments naturels nationaux.

### Cours d’eau et lacs
Une ligne de partage des eaux est présente dans le pays. En effet, la plupart du pays se trouve dans le bassin du Danube (mer Noire). Les zones géographiques autour des rivières Poprad et Dunajec au nord-est appartiennent au bassin de la Vistule qui se jette dans la mer Baltique.
Le Danube est le plus grand fleuve du pays avec un débit moyen de 2 025 m3 s−1, et constitue une grande section de la frontière avec la Hongrie. L'ancien bras principal qui est désormais le bras droit du Danube Petit Danube quitte le fleuve à Bratislava et le retrouve à Komárno, créant ainsi Žitný ostrov, l'une des plus grandes îles fluviales d'Europe d'une superficie d'environ 1 900 km2. Les principaux affluents sont le Váh, qui est, avec 413 km, la plus longue rivière slovaque, le Hron et l'Ipeľ. À l'extrême sud-est, la Tisza forme une frontière d'environ 5 km avec la Hongrie, ses principaux affluents slovaques étant le Bodrog et le Hornád (qui se déverse d'abord dans le Sajó).
Concernant les lacs, le plus grand lac naturel est le Veľké Hincovo pleso d'une superficie de 0,2 km2. Les plus grands réservoirs et barrages sont le réservoir Orava (rivière Orava, 35 km2), le Zemplínska šírava (canal de Laborec, 33 km2), le Liptovská Mara (Váh, 22 km2) et le Veľká Domaša (Ondava, 14 km2).
| Danube Bodrog Dunajec Hornád Hron Poprad Tisa Váh Slaná Latorica Nitra Ondava Orava Morava Ipeľ Petit Danube |

### Ressources naturelles
La Slovaquie a très peu de ressources naturelles. On peut trouver néanmoins du cuivre, du plomb, du zinc, du manganèse, du lignite et du fer,. Dans le passé, de l'or, de l'argent et d'autres minerais précieux ont été extraits des villes minières

## Géographie humaine

### Géographie économique
Le produit national brut était de 1 660 milliards de SKK en 2006, soit environ 50 milliards d'euros ou 71 milliards de USD, ce qui représente environ 8 800 euros ou 13 000 dollars par habitant. Il se divise comme suit:
- Agriculture 3,6 %
- Industrie (matières premières, production, énergie, eau) 31,6 %
- Services 64,8 %

La moitié occidentale est plus développée que la moitié orientale. Le PNB par tête le plus élevé était de 573 976 SKK dans la Région de Bratislava, ce qui est plus du double de la moyenne nationale (251 814 SKK). À l'opposé, dans le nord-est, il n'était que de 152 786 SKK (60 % de la moyenne nationale) (données de 2004).

#### Agriculture
29 % du territoire slovaque est consacré à des cultures. Les principales récoltes sont le blé, l'orge, le maïs, la betterave sucrière et les pommes de terre. La vigne est répandue au sud du pays, principalement dans les Petites Carpates, la plaine du Danube et le Tokay slovaque. L'élevage porcin, bovin et ovin est également pratiqué.

#### Industrie
La Slovaquie avait commencé sa phase d'industrialisation au XIXe siècle, mais elle ne devint un pays industrialisé que dans la seconde moitié du XXe siècle. Le gouvernement communiste d'alors accentua ses priorités sur l'industrie lourde et l'armement. En 1993, après la Révolution de Velours et l'indépendance de la Tchécoslovaquie, ce secteur entra dans une phase de léger déclin. Les principaux secteurs d'activité comprennent : l'électrotechnique, la chimie, le pétrole, la sidérurgie, le textile et les industries agro-alimentaires. Plus récemment, l'industrie automobile vit un essor à la suite de l'implantation d'usines près de Bratislava, Trnava et Žilina. En dehors des villes déjà mentionnées, les autres grandes villes industrielles sont Trenčín, Prešov et Košice.

#### Énergie
La majorité des besoins énergétiques (pétrole et gaz) est importée. En 2004, la part plus importante (55,7 %) venait des réacteurs nucléaires, situés à Jaslovské Bohunice et Mochovce. Une autre partie importante (13,9 %) provient de l'hydroélectricité venant du barrage Gabčíkovo sur le Danube ou d'autres barrages sur les rivières Váh, Sajó, Orava et Hornád. Les autres sources d'énergie sont le charbon (10,9 %), le gaz naturel (7,9 %) et le pétrole (2,4 %).). In 2005 la consommation en électricité de la Slovaquie était de 24,93 milliards de kWh.

#### Transports

##### Transport routier
Le système routier de la Slovaquie est composé de 42 696 km de routes (sans compter les autoroutes et les voies rapides), parmi lesquels on trouve 3 341 km classées en première catégorie, 3 734 en deuxième, 10 401 en troisième et 25 220 km de routes locales (2000). En décembre 2007, il y a 368 km d'autoroute et 135 km de voies rapides

##### Chemin de fer
La liste des réseaux de train inclut en 2006 3 662 km de voies ferrées dont 3 512 ont l'écartement standard (1 435 mm), 100 km sont en voie large (1 520 mm) et 50 km en voie étroite (1 000 ou 750 mm). Il existe d'importantes connexions entre Bratislava et la République tchèque, l'Autriche ou la Hongrie. La plus importante ligne du pays relie Bratislava à Košice via Žilina.
| 190 180 170 160 150 140 130 120 110 171 172 173 188 127 191 |

##### Transport fluvial
La principale artère fluviale est le Danube avec 172 km. Les autres voies navigables sont les basses parties de la Váh, ainsi que quelques kilomètres sur le Bodrog. Les deux ports principaux sont ceux de Bratislava et Komárno.

### Géographie sociale
Fin 2006, la Slovaquie comptait environ 5,391 millions d'habitants. D'après le recensement de 2001, leur répartition était la suivante : 85,8 % de Slovaques, 9,7 % de Hongrois, 1,7 % de Roms, 0,8 % de Tchèques, 0,4 % de Ruthènes, 0,2 % d'Ukrainiens, 1,4 % d'autres peuples.
En 2006 environ 5 600 personnes ont immigré en Slovaquie, quand 1 700 personnes ont émigré de ce pays. On dénombre 53 904 naissances (taux de fertilité 1,24) et 53 301 décès (9,9 morts pour 1 000 habitants) (2006)
La densité moyenne de population du pays est de 110 habitants par km2. Il y a des différences notables mais pas extrêmes entre les régions. Les plus peuplées sont Bratislava et ses environs, les basses plaines danubiennes, ainsi que la basse et moyenne vallée du Váh. Une autre zone dense est située autour des villes de Košice and Prešov. La partie la moins densément peuplée se trouve dans les régions montagneuses de la Slovaquie centrale ainsi qu'au nord-est du pays, où elle peut être inférieure à 50-70 habitants par km2.